# Kvarntjärnen (Ljusnarsbergs socken, Västmanland)
Kvarntjärnen är en sjö i Ljusnarsbergs kommun i Västmanland och ingår i Norrströms huvudavrinningsområde. Sjöns area är 0,054 kvadratkilometer och den är belägen 294,8 meter över havet.